# Мамун Маргарита
Маргарита Мамун (рос. Маргарита Мамун, 1 листопада 1995) — російська гімнастка, олімпійська чемпіонка 2016, семиразова чемпіонка світу з художньої гімнастики (2013, 2014, 2015), чотириразова чемпіонка Європи (2013, 2015), чотириразова переможниця Універсіади в Казані (2013), чемпіонка I Європейських ігор 2015 року в Баку, багаторазова переможниця Гран-прі і етапів Кубка світу.

## Сім'я
Маргарита Мамун народилася 1 листопада 1995 у Москві. Наполовину російська, наполовину бенгалка, має подвійне російсько-бангладешське громадянство. Її батько, Абдулла Аль Мамун, родом з Бангладеш, за професією морський інженер. Помер від раку 26 серпня 2016 года. Мати - Ганна, колишня гімнастка. Саме східними країнами її тренер пояснює виразність, ліричність і пластичність Мамун.

## Спортивна кар'єра
Рита в семирічному віці почала ходити в секцію гімнастики, куди її привела мама, так як Олімпійське село знаходиться неподалік від їхнього будинку. Усвідомлено стала готуватися до кар'єри гімнастки з одинадцяти років. Тренувалася під керівництвом тренера Аміни Заріпова. В СДЮСШОР тренувалася під керівництвом Наталії Валентинівни Кукушкіної. У збірної наставником Мамун була Ірина Олександрівна Вінер-Усманова.
У 2005 році в складі команди Кароліни Севастьянова брала участь в Miss Valentine Cup, що проходив в естонському місті Тарту. Одного разу на юніорських змаганнях, що проводилися не під егідою FIG, Маргарита виступила за команду Бангладеш, громадянство якої має, проте в подальшому завжди представляла Росію.
Перших великих успіхів Мамун домоглася в 2011 році, коли стала чемпіонкою Росії у багатоборстві, а також у вправах з булавами, м'ячем та обручем. Маргарита стала залучатися до тренувань зі збірною командою в Новогорську. У тому ж році її відправили на змагання в Монреаль, де проходив етап Кубка світу. Мамун з результатом 106,925 бала посіла третє місце в багатоборстві і вперше в кар'єрі піднялася на дорослий п'єдестал. У вправах з м'ячем Рита набрала 27,025 бала і посіла перше місце.

### Кар'єра діє до: 2012 рік
У 2012 році Маргарита почала сезон з виступів на Гран-прі в Москві; в багатоборстві вона посіла дев'яте місце. На першому етапі Кубка світу в Києві Мамун, ставши сьомою в багатоборстві, кваліфікувалася в три фіналу і виграла три «бронзи»: у вправах зі стрічкою, м'ячем і булавами. На змаганнях в Ташкенті Рита зупинилася за крок від п'єдесталу, за сумою всіх вправ набравши 113,200 бала і зайнявши 4 місце. У жовтні того ж року Маргарита стала абсолютною чемпіонкою Росії, повторивши свій торішній успіх. В кінці сезону Мамун дебютувала на щорічному клубному чемпіонаті світу Aeon Cup, посівши четверте місце в індивідуальному багатоборстві. У складі команди з Дариною Дмитрієвої та Юлією Бравіковой (клуб «Газпром») стала переможницею.

### Кар'єра діє до: 2013 рік
У 2013 році Мамун втретє стала чемпіонкою Росії. Напередодні першого турніру серії Гран-прі Ірина Вінер повідомила про оновлення в складі російської команди (крім Мамун в неї увійшли Олександра Меркулова, Єлизавета Назаренкової, Анна Трубникова, Дар'я Сватковський і Марія Титова) і назвала Маргариту лідером збірної Росії.
Сезон вона відкрила «золотом» в багатоборстві на Гран-прі в Москві. Їй скорилася перша щабель п'єдесталу у вправах з булавами, м'ячем та обручем, а у вправах зі стрічкою Мамун посіла третє місце. На наступному етапі Гран-прі в Тьє Маргарита виграла всі можливі золоті медалі: у вправах зі стрічкою, м'ячем, булавами, обручем і багатоборстві. Рита ідентично завершила виступи на другому етапі Кубка світу в Лісабоні.
Незабаром Мамун взяла участь у своєму першому чемпіонаті Європи, який відбувся у Відні. У складі команди разом з Дарією Сватковський і Яною Кудрявцевої виграла золоті медалі. В індивідуальному заліку посіла перше місце у вправах зі стрічкою та тричі стала другою у вправах з булавами, обручем і м'ячем. У липні 2013 року на Універсіаді в Казані Маргарита виборола «золото» у вправі з обручем, стрічкою, булавами, а також в індивідуальному багатоборстві, набравши 73,466 бала. У фіналі Кубка світу в Санкт-Петербурзі Мамун виграла «золото» в багатоборстві, вправах з булавами, обручем і стрічкою, в вправах з м'ячем вона завоювала «срібло».
На своєму дебютному чемпіонаті світу в Києві в 2013 році Маргарита вважалася головною фавориткою. Вона виграла два «золота» у вправах з м'ячем та булавами, «бронзу» з обручем. Але в фіналі вправи зі стрічкою вона зробила грубу помилку і в підсумку стала п'ятою. У фіналі багатоборства Маргарита допустила багато помилок і в результаті посіла лише шосте місце.
На проведеному в кінці жовтня 2013 року в Японії клубному чемпіонаті світу Aeon Cup, Мамун разом з Яною Кудрявцевої і Юлією Бравіковой, представляючи клуб «Газпром», стали переможницями в командному змаганні, обійшовши збірні Білорусі (Мелітіну Станюта, Катерина Галкіна і Анна Божко) і Україна (Ганна Різатдінова, Вікторія Мазур і Елеонора Романова). В індивідуальному багатоборстві Маргарита виборола «бронзу».

### Кар'єра діє до: 2014 рік
На першому в цьому році етапі Гран-прі в Москві Мамун першою в багатоборстві та в трьох фіналах (обруч, м'яч, булави) і стала другою у вправі зі стрічкою . На Гран-прі в Тьє Маргарита ставала призером тричі: «срібло» в багатоборстві та фіналі з обручем, «золото» - за булави, а в Холоне святкувала перемогу в багатоборстві, в фіналах з обручем і м'ячем, попутно взявши «срібло» за вправу зі стрічкою. Фінал Гран-прі в Інсбруку Мамун завершила абсолютною переможницею, вигравши «золото» у всіх видах програми (багатоборство, обруч, м'яч, булави, стрічка).
На етапі Кубка світу в Штутгарті Мамун посіла друге місце в багатоборстві, перемогла в фіналах вправ з обручем і булавами (розділивши обидві нагороди з Яною Кудрявцевої) і стрічкою, а також завоювала «бронзу» за вправу з м'ячем (разом з Ганною Різатдінової). У Корбей-Есон Маргарита виборола два «золота» (багатоборство та булави) і «срібло» (стрічка), в Ташкенті знову стала першою в багатоборстві, а також у вправах з булавами та стрічкою, і другий у вправі з м'ячем. У Мінську Маргарита виграла чотири медалі ( «бронза» в багатоборстві, три «срібла» за м'яч, булави і стрічку), в Софії - три ( «срібло» за багатоборство, м'яч і булави). У фіналі Кубка світу, що пройшов у Казані, посіла друге місце у багатоборстві, виграла золоту медаль за вправу з обручем і срібну - з м'ячем.
Чемпіонат Європи в Баку закінчився для Мамун невдало: допустивши кілька втрат у вправах з обручем і булавами, вона фінішувала в багатоборстві тільки на п'ятому місці. На першості планети в Ізмірі Маргарита Мамун разом з Яною Кудрявцевої і Олександрою Солдатовой виграли «золото» в командному багатоборстві. Пройшовши кваліфікацію в усі фінали, Маргарита в кожному з п'яти видів програми завоювала медаль: «золото» за м'яч (разом з Кудрявцевою) і стрічку, «срібло» за обруч, булави і індивідуальне багатоборство.
На Aeon Cup Маргарита стала абсолютним тріумфатором, перемігши як в індивідуальному багатоборстві, так і в командному (спільно з Яною Кудрявцевої і Веронікою Полякової).

### Кар'єра діє до: 2015 рік
У 2015 році Мамун взяла участь у всіх етапах Кубка світу: в Лісабоні («срібло» в багатоборстві, «золото» за обруч, м'яч і стрічку), Бухаресті («срібло» в багатоборстві і за обруч і м'яч), Пезаро ( «срібло» в багатоборстві і за булави, «золото» за обруч, «бронза» за м'яч), Будапешті («срібло» в багатоборстві і за обруч, м'яч і стрічку, «золото» за булави), Софії («срібло» в багатоборстві і за обруч і стрічку). Двічі, на етапах в Ташкенті і Казані, Маргарита Мамун ставала абсолютною переможницею, завойовуючи золоті медалі у всіх видах програми.
На чемпіонаті світу в Штутгарті в командному багатоборстві завоювала «золото» (спільно з Яною Кудрявцевої і Олександрою Солдатовой). Кваліфікувалися в три фіналу в окремих видах, виграла золоту медаль за вправу з обручем і дві срібні - за м'яч і стрічку. В індивідуальному багатоборстві Маргарита Мамун стала срібним призером і отримала ліцензію на участь в Олімпійських іграх 2016 року в Ріо-де-Жанейро.
В Японії на клубному чемпіонаті світу Aeon Cup Мамун повторила своє минулорічне досягнення, завоювавши «золото» в індивідуальному багатоборстві та в команді (разом з Олександрою Солдатовой і Аліною Єрмолової).

### Кар'єра діє до: 2016 рік
Традиційно почавши сезон на Гран-прі в Москві, Маргарита Мамун стала четвертою в багатоборстві і, кваліфікувалися в два фінали, виграла золоті медалі у вправах з м'ячем (разом з Олександрою Солдатовой) і булавами. На другому етапі Гран-прі в Тьє завоювала «золото» в багатоборстві, вправах з обручем і булавами, і «срібло» - з м'ячем. Третій етап Гран-прі в Брно ознаменувався для неї абсолютною перемогою у всіх видах програми. Пропустила четвертий етап Гран-прі в Бухаресті.
На міжнародному турнірі в Словенії Мамун перемогла в багатоборстві з сумою 75,950 бала; стала найкращою у вправах з обручем (19,000), булавами (18,400) і стрічкою (19,100). У вправі з м'ячем завоювала «бронзу».
У сезоні 2016 взяла участь в п'яти етапах Кубка світу, пропустивши старти в Еспоо, Лісабоні, Ташкенті, Софії та Берліні. На третьому етапі, в Пезаро, посіла друге місце у багатоборстві; в фіналах виграла дві золоті медалі у вправах з обручем і булавами. На п'ятому етапі в Мінську виграла «золото» у всіх видах програми. На сьомому етапі в Гвадалахарі Мамун стала першою в багатоборстві, а також в фіналі вправ з обручем, булавами та стрічкою. На дев'ятому етапі в Казані виграла п'ять медалей: «золото» в багатоборстві та у вправах з булавами та стрічкою, «срібло» - з м'ячем і «бронзу» - з обручем. На фінальних змаганнях Кубка світу в Баку чотири рази стала переможницею (багатоборство, м'яч, булави, стрічка), а також завоювала одну срібну медаль за вправу з обручем. За підсумками всіх етапів Кубка світу була визнана кращою в наступних дисциплінах - багатоборстві, вправи з обручем, булавами та стрічкою.
На чемпіонаті Європи в Холоне посіла друге місце у багатоборстві.
На літніх Олімпійських іграх в Ріо-де-Жанейро 2016 року виграла золоту медаль з художньої гімнастики в особистому багатоборстві, набравши за сумою чотирьох вправ 76,483 бала.
На клубному чемпіонаті світу Aeon Cup в Японії стала переможницею в індивідуальному багатоборстві та командному (разом з Олександрою Солдатовой і Марією Сергєєвої).
Після закінчення сезону 2016 року Маргарита Мамун вирішила призупинити спортивну кар'єру [39]. 4 листопада 2017 року Маргарита оголосила про остаточне завершення кар'єри гімнастки.
У 2017 році вийшов документальний фільм «За межею», що оповідає про підготовку Мамун до Олімпіади.

## Особисте життя
Приблизно з 2013 року - в стосунках з російським плавцем Олександром Сухоруковим. У 2016 році після перемоги Мамун на Олімпіаді він заявив, що замислюється про весілля з гімнасткою. 8 грудня 2016 роки він зробив їй пропозицію на Олімпійському балу в присутності присутніх. 8 вересня 2017 року Олександра Сухоруков та Маргарита Мамун офіційно стали чоловіком і дружиною . 19 липня 2019 року оголосила про вагітність. 3 жовтня 2019 народила сина Льва.

## Нагороди
- Орден Дружби (25 серпня 2016 року) - за високі спортивні досягнення на Іграх XXXI Олімпіади 2016 року в місті Ріо-де-Жанейро (Бразилія), проявлені волю до перемоги, стійкість і цілеспрямованість, великий внесок у розвиток вітчизняного спорту[34].
- Медаль «За зміцнення бойової співдружності» (2016)[35].

1. 1 2  Гимнастка Мамун: не знала, но вся Бангладеш болела за меня на этой Олимпиаде. РИА Новости Спорт (рос.). 20160821T1000. Архів оригіналу за 25 жовтня 2021. Процитовано 25 жовтня 2021.
2. ↑  Correspondent, Senior; bdnews24.com. Gold medallist Russian-Bangladeshi gymnast Margarita Mamun’s father dies. bdnews24.com. Архів оригіналу за 25 жовтня 2021. Процитовано 25 жовтня 2021.
3. ↑  Fédération Internationale de Gymnastique. live.gymnastics.sport. Архів оригіналу за 25 жовтня 2021. Процитовано 25 жовтня 2021.
4. ↑  Маргарита Мамун: «Во мне есть бенгальская кровь». Sports.ru. Архів оригіналу за 25 жовтня 2021. Процитовано 25 жовтня 2021.
5. ↑  ГБУ РМ «СШОР «Академия И. Винер по художественной гимнастике» | Новости. iviner.mr.sportsng.ru. Архів оригіналу за 25 жовтня 2021. Процитовано 25 жовтня 2021.
6. ↑  Small Prelude of the Rhythmic Gymnastics World Cup Circuit | GYMmedia.com. www.gymmedia.com. Архів оригіналу за 25 жовтня 2021. Процитовано 25 жовтня 2021.
7. ↑  Художественная гимнастика. Россиянки заняли весь пьедестал в Москве. news.sportbox.ru (рос.). 25 лютого 2012. Архів оригіналу за 25 жовтня 2021. Процитовано 25 жовтня 2021.
8. ↑  Ирина Винер: чемпионка России по типажу похожа на Евгению Канаеву. РИА Новости (рос.). 20121016T1342. Архів оригіналу за 25 жовтня 2021. Процитовано 25 жовтня 2021.
9. ↑  AEON CUP – 2012 (результаты) – Художественная гимнастика (амер.). Архів оригіналу за 25 жовтня 2021. Процитовано 25 жовтня 2021.
10. ↑  Гимнастка Маргарита Мамун стала лучшей на московском Гран-при. Российская газета (рос.). Архів оригіналу за 25 жовтня 2021. Процитовано 25 жовтня 2021.
11. ↑  Художественная гимнастика. Кубок мира. Мамун победила в многоборье и другие результаты. Sports.ru. Архів оригіналу за 25 жовтня 2021. Процитовано 25 жовтня 2021.
12. ↑  Яна Кудрявцева завоевала второе золото на ЧМ-2013 по гимнастике. РИА Новости (рос.). 20130829T2206. Архів оригіналу за 25 жовтня 2021. Процитовано 25 жовтня 2021.
13. ↑  Советский спорт - новости футбол, хоккей, биатлон и другие виды спорта. Советский спорт (рос.). Архів оригіналу за 25 листопада 2020. Процитовано 25 жовтня 2021.
14. ↑  Винер-Усманова: гимнастка Мамун в начале сезона находится в блестящей форме. ТАСС. Архів оригіналу за 25 жовтня 2021. Процитовано 25 жовтня 2021.
15. ↑  GRAND PRIX-FINAL Innsbruck 2014 | GYMmedia.com. www.gymmedia.com. Архів оригіналу за 25 жовтня 2021. Процитовано 25 жовтня 2021.
16. ↑  Маргарита Мамун и Яна Кудрявцева одержали по три победы на немецком этапе Кубка мира по художественной гимнастике в отдельных упражнениях; российская группа выиграла в двух дисциплинах. www.allsportinfo.ru. Архів оригіналу за 25 жовтня 2021. Процитовано 25 жовтня 2021.
17. ↑  Художественная гимнастика. Кубок мира. Мамун победила с булавами, Кудрявцева – с лентой. Sports.ru. Архів оригіналу за 25 жовтня 2021. Процитовано 25 жовтня 2021.
18. ↑  Художественная гимнастика. Кубок мира. Мамун победила в многоборье, Кудрявцева – 2-я. Sports.ru. Архів оригіналу за 25 жовтня 2021. Процитовано 25 жовтня 2021.
19. ↑  Архив новостей. www.allsportinfo.ru. Архів оригіналу за 25 жовтня 2021. Процитовано 25 жовтня 2021.
20. ↑  Воробьева, Мария (20140928T2337). ЧМ по художественной гимнастике: россиянки выиграли почти все золото. РИА Новости Спорт (рос.). Архів оригіналу за 25 жовтня 2021. Процитовано 25 жовтня 2021.
21. ↑  Россиянки стали победителями клубного ЧМ по художественной гимнастике. РИА Новости Спорт (рос.). 20141020T1327. Архів оригіналу за 25 жовтня 2021. Процитовано 25 жовтня 2021.
22. ↑  Маргарита Мамун и Александра Солдатова выиграли всё личное золото на этапе Кубка мира по художественной гимнастике в Лиссабоне. www.allsportinfo.ru. Архів оригіналу за 25 жовтня 2021. Процитовано 25 жовтня 2021.
23. ↑  Also Rhythmic Gymnastics Grand Prix starts into Olympic Season | GYMmedia.com. www.gymmedia.com. Архів оригіналу за 25 жовтня 2021. Процитовано 25 жовтня 2021.
24. ↑  Мамун и Солдатова выиграли на Кубке мира девять наград. vesti.ru (рос.). Архів оригіналу за 25 жовтня 2021. Процитовано 25 жовтня 2021.
25. ↑  Fédération Internationale de Gymnastique. live.gymnastics.sport. Архів оригіналу за 25 жовтня 2021. Процитовано 25 жовтня 2021.
26. ↑  Маргарита Мамун, Мария Сергеева и «Газпром» – победители клубного чемпионата мира по художественной гимнастке в Японии. www.allsportinfo.ru. Архів оригіналу за 25 жовтня 2021. Процитовано 25 жовтня 2021.
27. ↑  Over the Limit (2017) - IMDb (амер.), архів оригіналу за 25 жовтня 2021, процитовано 25 жовтня 2021
28. ↑  Соболь, Елена (20160821T1100). Сухоруков: чего скрывать, я думаю о свадьбе с гимнасткой Маргаритой Мамун. РИА Новости Спорт (рос.). Архів оригіналу за 25 жовтня 2021. Процитовано 25 жовтня 2021.
29. ↑  Пловец Сухоруков сделал предложение гимнастке Мамун на Олимпийском балу. Российская газета (рос.). Архів оригіналу за 25 жовтня 2021. Процитовано 25 жовтня 2021.
30. ↑  @olympic_russia (8 вересня 2017). https://twitter.com/olympic_russia/status/906112989710909440 (Твіт)  (укр.). Архів оригіналу за 25 жовтня 2021. Процитовано 25 жовтня 2021 — через Твіттер.
31. ↑  Гибадиева, Вероника (20170908T1442). Олимпийская чемпионка гимнастка Мамун и пловец Сухоруков поженились. РИА Новости Спорт (рос.). Архів оригіналу за 25 жовтня 2021. Процитовано 25 жовтня 2021.
32. ↑  Олимпийская чемпионка Мамун сообщила о рождении ребенка. РБК Спорт (рос.). Архів оригіналу за 12 лютого 2020. Процитовано 25 жовтня 2021.
33. ↑  Маргарита Мамун рассекретила пол и имя новорожденного ребенка. Cosmopolitan (рос.). Архів оригіналу за 25 жовтня 2021. Процитовано 25 жовтня 2021.
34. ↑  Указ Президента Российской Федерации от 25.08.2016 № 429 ∙ Официальное опубликование правовых актов ∙ Официальный интернет-портал правовой информации. publication.pravo.gov.ru. Архів оригіналу за 18 жовтня 2018. Процитовано 25 жовтня 2021.
35. ↑  Министр обороны встретился с армейскими спортсменами-триумфаторами Олимпийских игр в Рио : Министерство обороны Российской Федерации. function.mil.ru. Архів оригіналу за 25 жовтня 2021. Процитовано 25 жовтня 2021.